# 泾城郡
泾城郡，中国南北朝时设置的郡。在今天长市。
南朝梁置泾城郡，属泾州。治所在沛县（今安徽省天长市西北石梁镇）。南朝陈废除泾州，泾城郡和东阳郡（今安徽省天长市东南）合并为沛郡。北周改沛郡为石梁郡，改沛县为石梁县。